# Брукс, Дэрин
Дэрин Ли Брукс (27 мая 1984, Гонолулу, Гавайи) — американский телеактёр, известный по мыльным операм «Дни нашей жизни» и «Дерзкие и красивые», а также по роли Алекса Морэна в телесериале «Штат Маунтин Блю».

## Биография
В 2002 окончил среднюю школу Кайзер. В школе группа Дэрина «Mugan Die» победила в конкурсе школьных талантов. Они получили возможность играть в финале штата и бороться за контракт со звукозаписывающей компанией, но в итоге не попали в тройку лидеров.

## Актёрская карьера
Брукс говорит, что начал свою актерскую карьеру с театральной программы в его школе. Когда он сыграл князя Рапунцель в школьном спектакле «Into the Woods», он понял что актерская карьера — это то что ему нужно. Вскоре он поступил на уроки актерского мастерства, а также начал работать в массовке в кино. Брукса заметила кастинг-директор Кэйти Хендерсон, и когда он переехал в Лос-Анджелесе, именно ей он позвонил в первую очередь. Затем немедленно взял ещё уроков актерского мастерства и нанял агента. Через три года после переезда он получил роль в сериале «Дни нашей жизни» на канале NBC , где играл роль Макса Брейди. Дэрин проработал в сериале три года, с 22 июня 2005 по 6 июля 2009. За эти три года он снялся в 333-х сериях сериала.

## Личная жизнь
C 2010 года состоит в отношениях с актрисой Келли Крюгер. В 2014 году пара обручилась. 21 марта 2016 года Брукс и Крюгер поженились на Гавайях. У супругов две дочери — Эверли Джоли Брукс (род. 22 сентября 2019) и Джемма Уинтер Брукс (род. 29 января 2022).

## Фильмография
| Год         |   | Русское название                  | Оригинальное название | Роль               |
| ----------- | - | --------------------------------- | --------------------- | ------------------ |
| 2005—2010   | ф | Дни нашей жизни                   | Days of Our Lives     | Max Brady          |
| 2002        | ф | C.S.I.: Место преступления Майами | CSI: Miam             | Ian Kaufman        |
| 2002—2006   | ф | SoapTalk                          | SoapTalk              | играет самого себя |
| 2005        | ф | Staring at the Sun                | Staring at the Sun    | Smoker             |
| 2008 - 2010 | ф | Шоу Бонни Хант                    | The Bonnie Hunt Show  | играет самого себя |
| 2009        | ф | Касл                              | Castle                | Nick, Jr.          |
| 2010—2011   | ф | Реальные парни                    | Blue Mountain State   | Alex Moran         |
| 2010        | ф | Spotlight                         | Spotlight             | Austin Pembelton   |
| 2012        | ф | Choices                           | Choices               | Jeff Hayes         |
| 2012        | ф | The Seven Year Hitch              | The Seven Year Hitch  | Kevin              |
| 2012        | ф | Все люди лгут                     | Liars All             | Brax               |
| 2012        | ф | Плохие девочки                    | Bad Girls             | Benny              |